# Seznam polkov Vojske Jugoslavije
Seznam polkov VJ.

## Seznam
- 7. zračnoobrambni raketni polk VJ
- 22. mešani protioklepni polk VJ
- 24. mešani artilerijski polk VJ
- 52. inženirski polk VJ
- 52. komunikacijski polk VJ
- 52. lahki protiletalski artilerijsko-raketni polk VJ
- 60. zračnoobrambni raketni polk VJ
- 149. zračnoobrambni raketni polk VJ
- 150. lahki motorizirani polk VJ
- 240. zračnoobrambni raketni polk VJ
- 310. zračnoobrambni raketni polk VJ
- 311. zračnoobrambni raketni polk VJ
- 585. vojnoletalski polk lahke pehote VJ